# Susanna Passavant
Susanna Passavant, född 1711, död 1790, var en brittisk affärsidkare.
Hon drev från cirka 1750 och framåt lyxbutiken The Plume of Feathers i London, där hon tillverkade och sålde små lyxföremål så som juveler, leksaker och assecoirer. Hon hade en internationellt framgångsrik karriär och exporterade bland annat juveler till kunder i USA, så som Georg Washington. 